# Aguadas (ort)
Aguadas är en ort i Colombia.   Den ligger i departementet Caldas, i den centrala delen av landet, 190 km nordväst om huvudstaden Bogotá. Aguadas ligger 2 146 meter över havet och antalet invånare är 19 727.
Terrängen runt Aguadas är bergig norrut, men söderut är den kuperad. Runt Aguadas är det ganska tätbefolkat, med 104 invånare per kvadratkilometer. Aguadas är det största samhället i trakten. I omgivningarna runt Aguadas växer i huvudsak städsegrön lövskog.